# リール＝フランドル駅

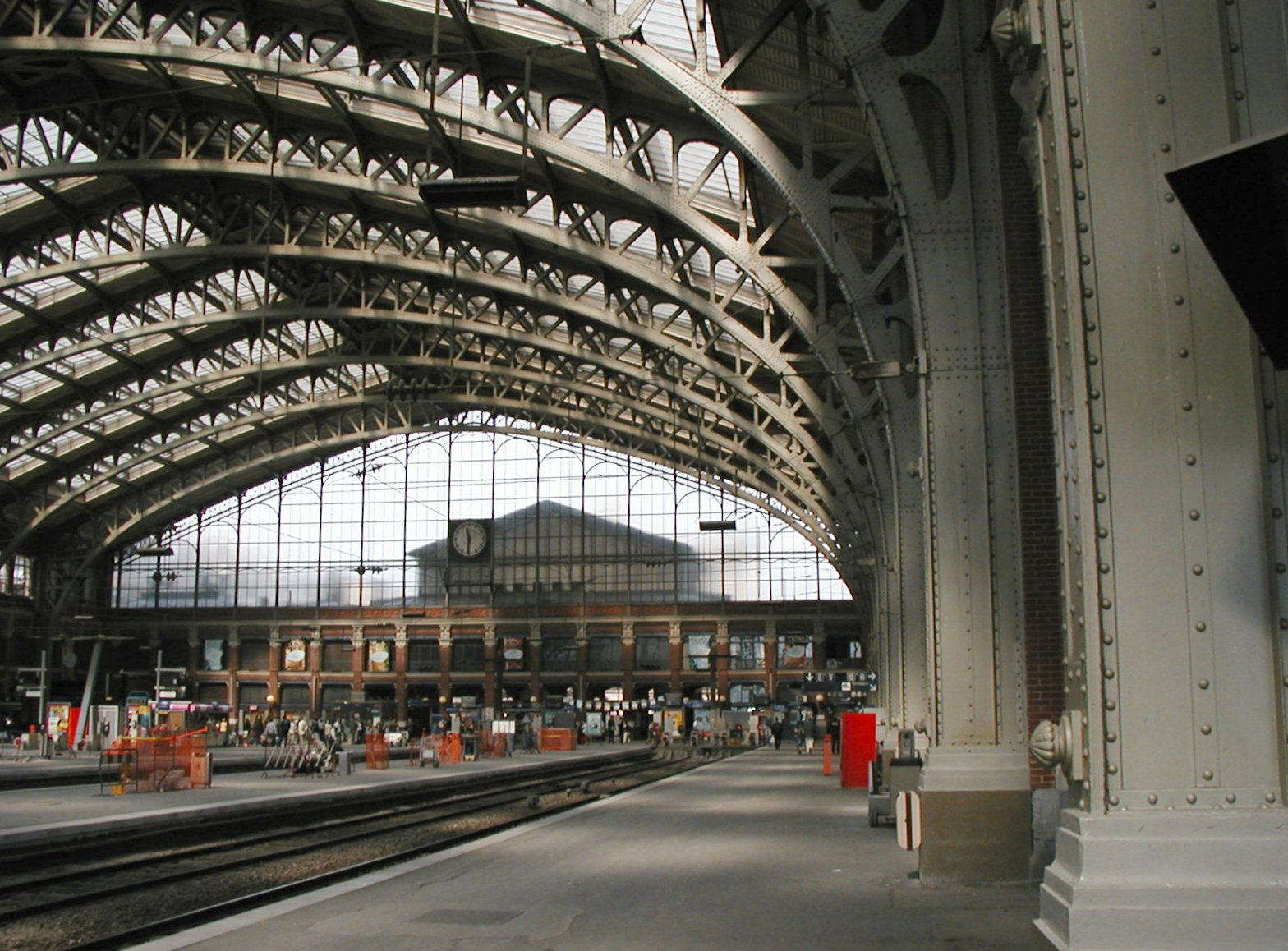
駅構内

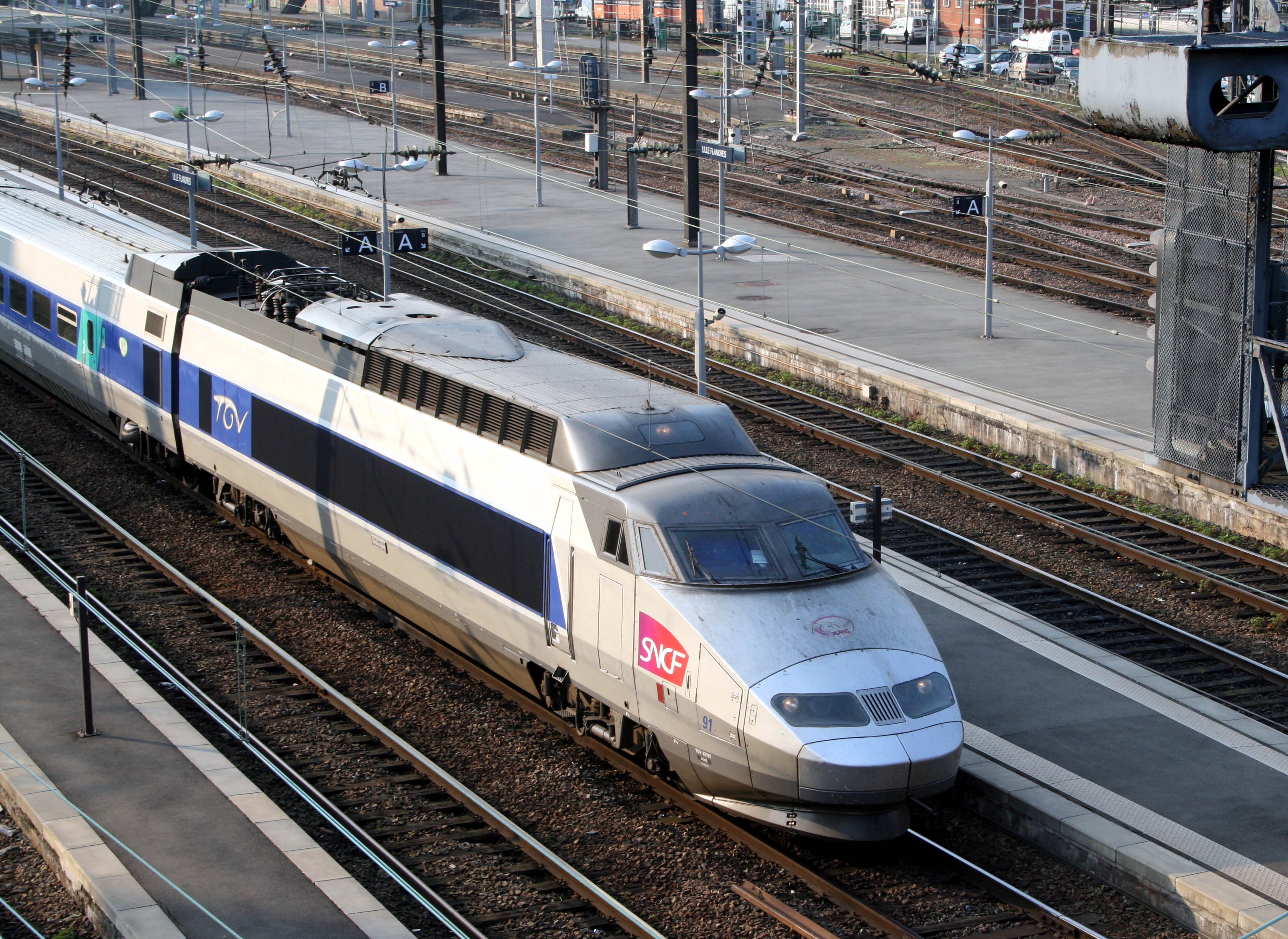
停車中のTGV

リール＝フランドル駅（リール＝フランドルえき、フランス語:Gare de Lille-Flandres）はフランス・ノール＝パ・ド・カレー地域圏ノール県リールにある主要鉄道駅である。フランス国鉄のターミナル駅としてフランス国内の都市間列車、ローカル列車やベルギー方面への国際列車、パリ北駅からノンストップのTGVなどが発着している。フランドルと言う名称が追加されたのは1993年にLGV北線のリール・ウロップ駅が開業してからである。リール・ウロップ駅とはショッピングセンターを挟んで500m程しか離れておらず、徒歩でも移動可能だが、両駅間をVAL方式のリールメトロで結んでいる。

## 駅構造
頭端式の駅のため、発着する列車のほとんどが、この駅始発か終着である。

## 歴史
当駅は"Chemin de Fer du Nord"(北鉄道)のLéonce Reynaudとシドニー・ダネットが建てた。1869年から1892年の間に建設され、駅正面は古いパリ北駅の物で、分解され19世紀の終わりに再びリールで組み立てられる。大きな時計と階段が元の設計図に追加された。